# Made in USA - Una fabbrica in Ohio
Made in USA - Una fabbrica in Ohio (American Factory) è un film documentario del 2019 diretto da Steven Bognar e Julia Reichert.
È il primo lungometraggio prodotto dalla Higher Ground Productions, casa di produzione cinematografica fondata da Barack e Michelle Obama.

## Trama
Nel 2014 l'azienda cinese Fuyao acquisisce una ex fabbrica della General Motors a Moraine, nell'Ohio, con l'intenzione di farne un importante centro di produzione di vetri per automobili. La notizia inizialmente suscita l'entusiasmo delle centinaia di operai del posto, che ancora soffrono le conseguenze della grande recessione, la conseguente chiusura delle fabbriche e la dilagante disoccupazione, ma l'incontro coi loro nuovi colleghi e datori di lavoro assume giorno dopo giorno sempre più le dimensioni di uno scontro di civiltà sulle diverse concezioni dei diritti dei lavoratori.

## Distribuzione
Il film è stato presentato in anteprima al Sundance Film Festival il 25 gennaio 2019. I diritti di distribuzione sono poi stati acquistati da Netflix, che lo ha pubblicato internazionalmente sulla propria piattaforma streaming il 21 agosto 2019, contemporaneamente a una distribuzione limitata nelle sale cinematografiche statunitensi. In Italia, il film è stato presentato in anteprima il 13 giugno 2019 al Biografilm Festival.

## Riconoscimenti
- 2020 - Premi Oscar[5]
  - Miglior documentario
- 2020 - Premi BAFTA[6]
  - Candidatura per il miglior documentario
- 2019 - Chicago Film Critics Association Awards[7]
  - Candidatura per il miglior documentario
- 2019 - Gotham Independent Film Awards[8]
  - Miglior documentario
- 2019 - Los Angeles Film Critics Association Awards[9]
  - Miglior documentario
- 2019 - National Board of Review Awards[10]
  - Migliori cinque documentari
- 2019 - Sundance Film Festival[11]
  - Directing Award: Documentary a Steven Bognar e Julia Reichert
  - In competizione per il Gran premio della giuria: U.S. Documentary
- 2020 - Directors Guild of America Award[12]
  - Miglior regia in un documentario a Steven Bognar e Julia Reichert
- 2020 - Independent Spirit Awards[13]
  - Miglior documentario